# António José de Almeida Loureiro Maldonado
António José de Almeida Loureiro Maldonado (Bragança, 1924) é um escritor e publicista. Licenciado em Ciências Histórico-Filosóficas foi professor do ensino secundário. Entre 1951 e 1958 colaborou na revista Eros de que foi fundador.